# アルバート・カートライト
アルバート・カートライト（Albert Cartwright、1987年10月31日 - ）は、バハマ・ナッソー出身の元プロ野球選手（二塁手）。右投右打。

## 経歴

### プロ入りとアストロズ傘下時代
高校2年の時にバハマからフロリダ州に移住。
2006年のMLBドラフト43巡目（全体1293位）でニューヨーク・メッツから指名されたが拒否。
2007年のMLBドラフト36巡目（全体1096位）でヒューストン・アストロズから指名され入団。ルーキー級グリーンビル・アストロズで18試合に出場し、打率.224、0本塁打、6打点の成績を残した。
2008年は、ルーキー級グリーンビル・アストロズで39試合に出場し、打率.306、3本塁打、17打点の成績を残した。
2009年は、A級レキシントン・レジェンズで100試合に出場し、打率.236、7本塁打、34打点、23盗塁の成績を残した。
2010年は、A+級ランカスター・ジェットホークスとAA級コーパスクリスティ・フックスでプレーし、2球団合計で127試合に出場して打率.294、10本塁打、55打点、31盗塁の成績を残した。

### フィリーズ傘下時代
2011年は、1月10日にセルジオ・エスカローナとのトレードでフィラデルフィア・フィリーズに移籍したが、春季キャンプでアキレス腱を断裂したためシーズンを全休した。
2012年はA+級クリアウォーター・スレッシャーズで105試合に出場し、打率.257、5本塁打、40打点、16盗塁の成績を残した。また、第3回WBCのイギリス代表に選ばれた。
2013年は、AA級レディング・ファイティン・フィルズで128試合に出場し、打率.254、7本塁打、42打点、26盗塁の成績を残した。またAA級イースタンリーグのオールスター戦メンバーに選出された。
2014年は、AA級レディング・ファイティン・フィルズで119試合に出場し、打率.243、3本塁打、23打点、28盗塁の成績を残した。シーズン終了後にFAとなった。

### ドジャース傘下時代
2015年1月30日にロサンゼルス・ドジャースとマイナー契約を結んだ。5月9日にFAとなった。

### 独立リーグ時代
2015年6月30日に独立リーグ・カナディアン・アメリカン・リーグのオタワ・チャンピオンズと契約。2016年まで所属した。また、第4回WBCのイギリス代表に選ばれた。
2017年4月に現役引退を発表した。

## 詳細情報

### 代表歴
- 第3回WBCイギリス代表（2013年）
- 第4回WBCイギリス代表（2017年）